# Domingo salvaje
Domingo salvaje es una película mexicana de 1967 de los géneros de drama y suspenso, dirigida por Francisco del Villar con guion de él mismo junto con Emilio Carballido sobre la base de la novela Savage Holiday de Richard Wright, y protagonizada por David Reynoso, Kitty de Hoyos y el niño Alex Carrillo.

## Sinopsis
Jaime Cuéllar es un solterón de 45 años de edad muy religioso y aún casto quien acaba de ser jubilado de la aseguradora donde trabajó durante treinta años y, preocupado porque el tímido y retraído Tony (su vecino de unos 9 años de edad) aún no ha hecho la primera comunión, queda horrorizado al escucharle decir que hace unos días atrás vio a hurtadillas a Eva, su madre, haciendo el amor con Raúl, uno de sus tantos amantes.
Jaime decide hablar con Eva sobre la catequesis del niño así como de este incidente pero al día siguiente, cuando está a punto de tomarse un baño, le dejan el diario en la puerta de su casa y, al tratar de pillar a quién le ha estado robando el periódico en los últimos días, el jubilado sufre un pequeño accidente y termina quedando completamente desnudo frente a su apartamento, pues la puerta se le cierra de golpe y, para no ser descubierto, penetra en el balcón de su vecina para volver a su casa pero tropieza con un juguete de Tony tirado en el piso, lo que provoca la caída del niño desde el balcón del cuarto piso hasta la calle, matándolo instantáneamente.
A pesar de que por ser día domingo nadie presenció la escena anterior y la policía tampoco logra aclarar cómo fue el accidente en el que pereció Tony, Jaime sigue atormentado por la culpa hasta tal punto que le confiesa al Padre Juan lo ocurrido y allí también nos enteramos de porqué el celo que tiene por el chico así como su prolongada abstinencia sexual y una recurrente pesadilla que tiene con sus ya fallecidos padres: cuando era niño Javier descubrió que su madre también era una prostituta y, luego que su padre la sorprendió con uno de sus amantes, ella abandonó el hogar y aquel terminó rechazando al ahora jubilado, ya que consideraba que no era hijo suyo.
Tras esta confesión y, para lavar su culpa, Jaime decide ofrecerle a la atribulada Eva correr con los gastos y trámites de la funeraria y el entierro, además de que la hace rezar (cosa que ella no sabe) y le ofrece matrimonio; pero aun así él no tiene el valor de confesar el accidente que llevó a la muerte de Tony. Ella, a su vez, lo lleva al cabaret donde baila para ganarse la vida pero, al no gustarle la vida libertina que tiene, el jubilado termina por escribirle una carta en donde le dice que ya no quiere casarse.
Eva lee la carta y, tras ir al apartamento de Jaime para reprocharle su proceder, comienza a sospechar de él para luego terminar atando cabos mientras que el jubilado admite y confiesa toda la verdad y la pareja se lanza reproches mutuos: según ella Tony murió por culpa del “pudor estúpido” del hombre, mientras que para él lo que mató al chico fue el trauma de ver a su madre “luchar” (esto es, copular) desnuda con otros hombres. La pareja sigue enfrascada en la discusión hasta que Jaime comienza a desearla sexualmente pero, súbitamente, suena el teléfono en casa de Eva y, tras ella excusarse para atenderlo, él comienza a tener un arrebato de furia -ya que lo interpreta como un motivo de rechazo hacia él- y termina desvistiéndola y abofeteándola salvajemente mientras la insulta y la ahorca.
La película termina cuando, horas más tarde y en plena madrugada, vemos a Jaime sentado en el columpio de la plaza frente al edificio donde ocurrieron los hechos y totalmente lloroso y desencajado por el crimen que ahora sí cometió.

## Elenco
- Kitty de Hoyos ... Eva Moro
- David Reynoso ... Jaime Cuéllar
- Alex Carrillo ... Tony / Jaime de niño
- Fanny Schiller ... Vecina de Eva y Jaime
- Carlos Riquelme ... Conserje
- Rosa Furman ... Beata catequista
- José Baviera ... Jefe de Jaime
- Lupe Rivas Cacho ... Invitada en la fiesta de jubilación de Jaime
- Jorge Lavat ... Policía
- Marcela Davilland ... Gloria, amiga de Eva
- Carlos East ... Raúl, amante de Eva / Amante de la madre de Jaime
- Norma Navarro ... Rosita, amiga de Eva
- Jorge Radó ... Freddie, amigo de Eva
- Raúl Ramírez ... Carlos, amigo de Eva
- José Gálvez ... Padre Juan
- Evangelina Elizondo ... Madre de Jaime
- Bertha Moss ... Sirvienta de Jaime
- Felipe de Flores ... Padre de Jaime (no aparece en los créditos)
- Yolanda Ciani ... Cigarrera en el cabaret (no aparece en los créditos)
- Víctor Alcocer ... Voces del padre de Jaime y del Padre Juan (no aparece en los créditos)
- María Antonieta de las Nieves ... Voz de Tony (no aparece en los créditos)